# Spurkranzschmierung
Die Spurkranzschmierung oder Schienenflankenschmierung dient bei Schienenfahrzeugen dazu, den Verschleiß der Spurkränze und Schienen sowie die Geräuschentwicklung zu reduzieren. Ebenso wird dadurch die Möglichkeit eines Aufkletterns minimiert.

## Wirkung
In Schienenbögen entstehen beim Fahren tangiale Reibungskräfte zwischen dem Spurkranz und der Flanke der Bogen-Außenschiene, die zu Verschleiß führen und eine starke Lärmbelastung erzeugen können. Um diese Reibung zu reduzieren, können mithilfe einer Spurkranzschmiereinrichtung Schmierstoffe auf die Spurkränze oder Flanken der Schienen aufgebracht werden.
Ein Aufbringen des Schmiermittels auf die eigentliche Rad- bzw. Radreifenlauffläche muss dabei vermieden werden, um den Kraftschluss zwischen Schiene und Rad nicht zu verringern, was andernfalls zu einer Verminderung der Zugkraft sowie einer Verlängerung des Bremsweges führt. Fettverschmutzungen auf der Lauffläche können bei Triebrädern zum Schleudern („Durchdrehen“) beim Anfahren bzw. zum Gleiten („Blockieren“) beim Bremsen führen und Flachstellen am Rad sowie Schleuderstellen (Ausfräsungen) an der Schiene verursachen.

## Schienenfahrzeuge
Viele Triebfahrzeuge besitzen am jeweils in Fahrtrichtung vordersten Radsatz eine automatische Spurkranzschmiereinrichtung, die je nach Bauart in Abhängigkeit von Zeit, Wegstrecke oder Bogenradius das Schmierfett auf den Spurkranz aufbringt. Dieses wird durch eine Pumpe oder mittels Druckluft gezielt auf den Spurkranz der Räder aufgebracht und geschieht mechanisch (z. B. indem das Ausdrehen des Drehgestells gegenüber dem Lokomotivrahmen in der Kurve eine Pumpe betätigt) oder weggesteuert in regelmäßigen Abständen (beispielsweise bei Dampflokomotiven durch die Bauart Heyder). Da sich das Schmierfett auf den Schienenflanken verteilt, führt dies ebenfalls zu einer Schmierung der nachfolgenden Räder. Früher wurden auch mit Schmiermittel getränkte Filzstücke benutzt, welche aber keine so optimierte Schmierung wie gesteuerte Schmierapparate ermöglichen.

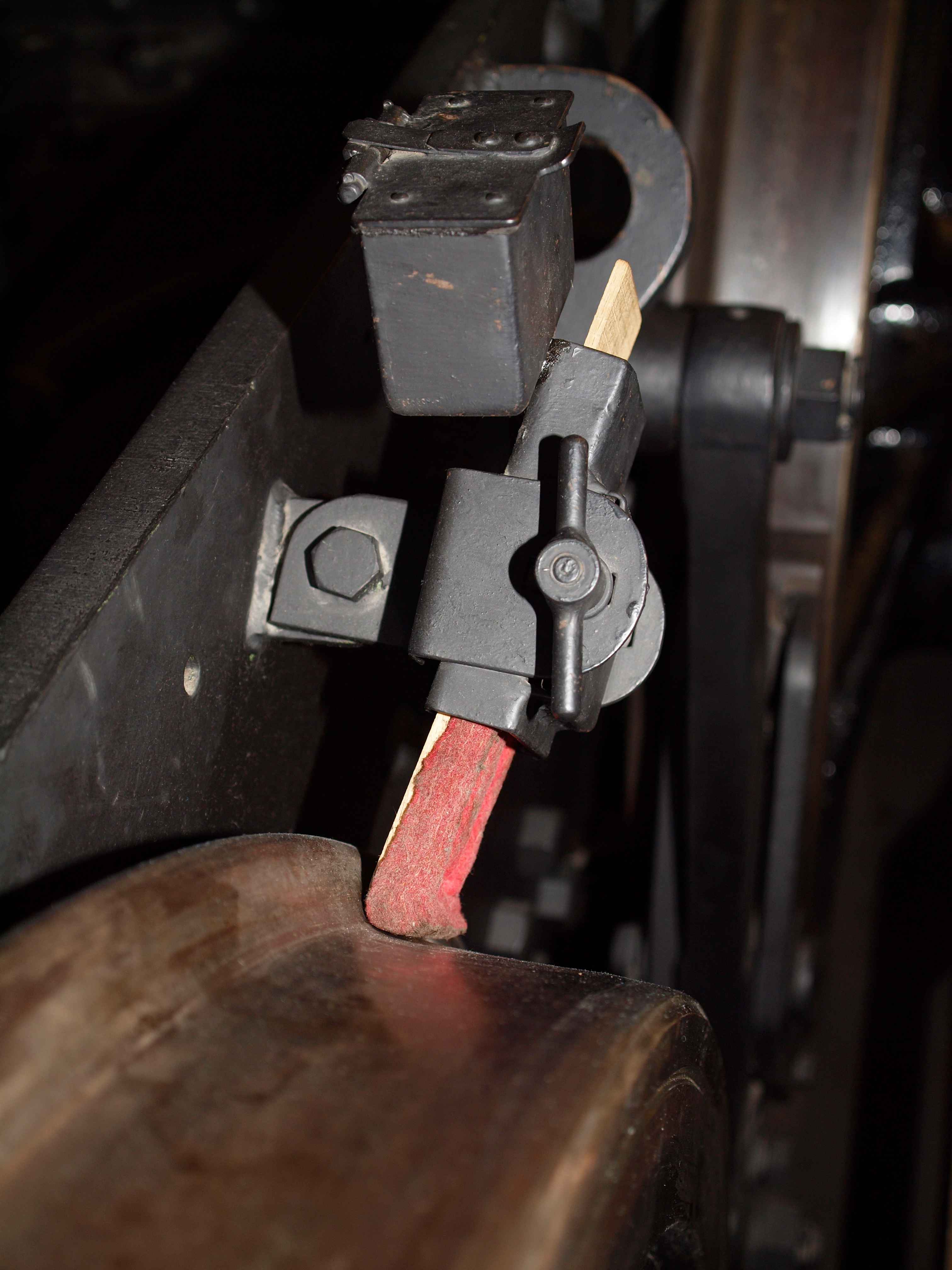
Die Filzspurkranzschmierung an einer (historischen) Achse der Ce 6/6 der BLS
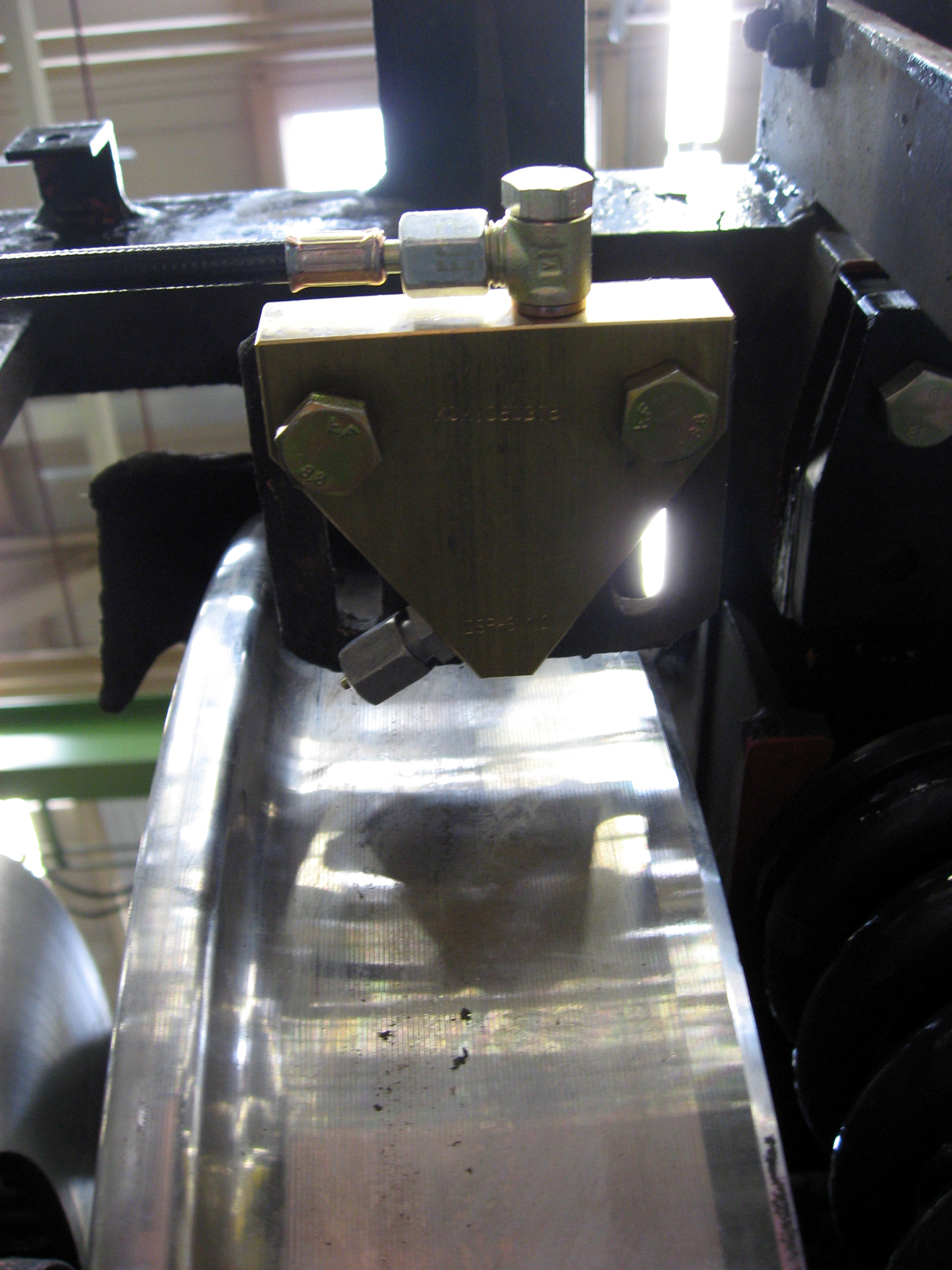
Düse der Spurkranzschmierung am Rad einer Stuttgarter Stadtbahn

Die Spurkranzschmieranlagen der Schienenfahrzeuge der SBB verbrauchen etwa 45 t Schmierstoffe pro Jahr.

## Stationäre Anlagen

Ortsfeste Spurkranzschmieranlage an einer Straßenbahnstrecke

Speziell bei Straßenbahnen, aber auch auf bogenreichen Eisenbahnstrecken kann die Schmiereinrichtung an den Schienen angebracht werden, sodass gezielt nur in sehr engen Bögen eine Reduzierung von Lärm und Verschleiß erwirkt wird.
Nahe diesen Gleisschmierstellen von Straßenbahnen treten als Nebenwirkung Verschmutzungen der Schienenrille und der Straßenoberfläche mit Ablagerungen aus Fett und Staub auf. Insbesondere an Schienenschmierstellen mit überquellendem Fett können Fußgänger, die weniger auf die Straßenoberfläche achten, ihre Schuhe stark verschmutzen. Es steigt auch die Unfallgefahr für Fahrradfahrer, die eine geschmierte Rillenschiene im spitzen Winkel überfahren.